# Absolute waarde

Onder absolute waarde of modulus van een reëel getal of andere grootheid verstaat men in het algemeen de lengte of grootte daarvan, daarmee afziend van andere eigenschappen, zoals teken of richting. Men kan ook zeggen dat met de absolute waarde wordt aangegeven hoe ver dat reële getal van nul afligt.
In de wiskunde noteert men een absolute waarde door het argument tussen twee verticale strepen te zetten: {\displaystyle |x|}.

## Gewone absolute waarde

### Reële getallen
De absolute waarde van een reëel getal {\displaystyle x}, aangegeven door {\displaystyle |x|}, of ook door {\displaystyle \mathrm {abs} (x)},  is {\displaystyle x} zelf als {\displaystyle x} een positief getal is en {\displaystyle -x} als {\displaystyle x} een negatief getal is. De absolute waarde is dus altijd positief of 0. Om precies te zijn:
{\displaystyle |x|={\begin{cases}x&{\mbox{als  }}x\geq 0\\\\-x&{\mbox{als  }}x<0\end{cases}}}

#### Eigenschappen
- {\displaystyle |x\cdot y|=|x|\cdot |y|}
- {\displaystyle |x+y|\leq |x|+|y|}
- {\displaystyle |\ |x|-|y|\ |\leq |x-y|}
- {\displaystyle |x-y|\leq |x|+|y|}

#### Voorbeelden
- {\displaystyle |5|=\mathrm {abs} (5)=5}
- {\displaystyle |-2|=\mathrm {abs} (-2)=2}

Met behulp van de absolute waarde kan men schrijven:
{\displaystyle {\sqrt {x^{2}\ }}=|x|}
Dit berust op het feit dat de vierkantswortel gedefinieerd is als een niet-negatief getal.

### Complexe getallen
De definitie voor reële getallen laat zich uitbreiden naar complexe getallen. De absolute waarde of modulus van een complex getal {\displaystyle z}, aangegeven door {\displaystyle |z|} of ook door {\displaystyle \mathrm {abs} (z)}, is gedefinieerd als:
{\displaystyle |z|={\sqrt {\mathrm {Re} (z)^{2}+\mathrm {Im} (z)^{2}\ }}={\sqrt {z{\overline {z}}\ }}}.
Hierbij is {\displaystyle {\overline {z}}} de notatie voor de complex geconjugeerde van {\displaystyle z}.
De waarde {\displaystyle |z|} kan worden gevisualiseerd als de lengte van de vector z in het complexe vlak. Deze wordt berekend met de stelling van Pythagoras.

## Gegeneraliseerde absolute waarde
Een gegeneraliseerde absolute waarde op een integriteitsgebied {\displaystyle D} is een afbeelding {\displaystyle |x|} van {\displaystyle D} naar {\displaystyle \mathbb {R} } zo dat:
- {\displaystyle |x|\geq 0}
- {\displaystyle |x|=0\Leftrightarrow x=0}
- {\displaystyle |xy|=|x|\ |y|}
- {\displaystyle |x+y|\leq |x|+|y|}

Hieruit kan via {\displaystyle (-x)(-x)=x\;x} worden afgeleid dat {\displaystyle |-x|=|x|}.
De p-adische norm is voor alle priemgetallen gedefinieerd en is een gegeneraliseerde absolute waarde op de rationale getallen.

## Triviale absolute waarde
De triviale absolute waarde is gedefinieerd door {\displaystyle |x|=0} als {\displaystyle x=0} en {\displaystyle |x|=1} als {\displaystyle x\neq 0}.
Deze induceert de discrete metriek.

## Equivalentie van absolute waarden
Twee absolute waarden {\displaystyle |\cdot |_{1}} en {\displaystyle |\cdot |_{2}} op een verzameling {\displaystyle V} zijn equivalent als {\displaystyle |x|_{1}<1\Leftrightarrow |x|_{2}<1}.